# Маришев Руслан Володимирович
Русла́н Володи́мирович Ма́ришев — підполковник Збройних сил України, учасник російсько-української війни.
Брав участь у боях на сході України в складі 90-го батальйону.
Брав участь у битві під аеропортом «Кіборг» про який зняли фільм[джерело?]

## Нагороди
- Хрест бойових заслуг (27 липня 2022) — за визначні особисті заслуги у захисті державного суверенітету та територіальної цілісності України, самовіддане служіння Українському народу, вірність військовій присязі[1]
- орден Богдана Хмельницького III ступеня (31.7.2015) — За особисту мужність і високий професіоналізм, виявлені у захисті державного суверенітету та територіальної цілісності України, вірність військовій присязі.[2]
- орден Богдана Хмельницького II ступеня (2.12.2016) — За особистий внесок у зміцнення обороноздатності Української держави, мужність, самовідданість і високий професіоналізм, виявлені під час виконання військового обов'язку, та з нагоди Дня Збройних Сил України.[3]